# Lathys affinis
Lathys affinis är en spindelart som först beskrevs av John Blackwall 1862.  Lathys affinis ingår i släktet Lathys och familjen kardarspindlar.
Artens utbredningsområde är Madeira. Inga underarter finns listade i Catalogue of Life.